# Sara Stockmann
Sara Stockmann (født 1973) er dansk filmproducer og grundlægger samt ejer af filmproduktionsselskabet Sonntag Pictures..
Stockmann har produceret en række prisbelønnede dokumentarfilm heriblandt Janus Metz' Armadillo (2010), der vandt Critics Week Grand Prize på filmfestivalen i Cannes og en Emmy Award, Katrine W. Kjærs Adoptionens pris (2012), Anita M. Hoplands Moosa Lane (2022), og Elvira Linds Bobbi Jene (2017), der modtog tre priser på Tribeca Film Festival. Modtager af Ib-prisen 2024.
Sara Stockmann er medlem af Oscarakademiet: Academy of Motion Picture Arts & Science.
Fra 2013-2021 var hun formand for Rådet for kort- og dokumentarfilm ved Det Danske Filminstitut udpeget af den danske kulturminister.
Tidligere har hun fungeret som distributionschef på Angel/Scanbox og arbejdede her hovedsageligt med fiktionsfilm med blandt andet Lars von Triers Dancer in The Dark, Michael Moores Fahrenheit 9/11 og Hella Joofs En Kort en Lang.
I begyndelsen af nittenhalvfemserne var Stockmann tilknyttet det internationale performanceteater, Hotel Pro Forma som performer og danser.
Sara Stockmanns tvillingesøster er kulturjournalist og forfatter Camilla Stockmann.

## Filmografi
| The Son and the Moon           | 2024 | Producer                     | DK/Dokumentarfilm    |
| Inger & det dårlige selskab    | 2023 | Producer                     | DK/Dokumentarfilm    |
| Moosa Lane                     | 2022 | Producer                     | U/Dokumentarfilm     |
| Faldet                         | 2022 | Producer                     | DK/Dokumentarfilm    |
| Erikos verdener                | 2020 | Producer                     | DK/Dokumentarfilm    |
| 7 Years of Lukas Graham        | 2020 | Producer                     | DK/Dokumentarfilm    |
| Amys vilje                     | 2019 | Producer                     | DK/Dokumentarfilm    |
| Fantasi Fantasi                | 2018 | Producer                     | DK/Dokumentarfilm    |
| Bobbi Jene                     | 2017 | Producer                     | DK/Dokumentarfilm    |
| Big Time                       | 2017 | Producer                     | DK/Dokumentarfilm    |
| Rehearsal Night                | 2017 | Producer                     | DK/Dokumentarfilm    |
| Vold - i kærlighedens navn     | 2017 | Producer                     | DK/Dokumentarfilm    |
| Misfits                        | 2015 | Producer                     | DK/Dokumentarfilm    |
| Et hjem i verden               | 2015 | Producer                     | DK/Dokumentarfilm    |
| Storm starter i skole          | 2015 | Producer                     | Dokumentarserie      |
| Våbensmuglingen                | 2014 | Udviklingsproducer           | DK/Dokumentarfilm    |
| Mig Thai                       | 2013 | Producer                     | DK/Dokumentarfilm    |
| Drengelejren                   | 2013 | Producer                     | DK/Dokumentarfilm    |
| Miniyamba                      | 2013 | Associate producer           | DK/Kort fiktion      |
| Mercy Mercy - Adoptionens pris | 2012 | Producer                     | DK/Dokumentarfilm    |
| Me, myself & Martin Laursen    | 2012 | Udviklingsproducer           | DK/Dokumentarfilm    |
| Do it Project                  | 2011 | Producer                     | DK/Kort fiktion      |
| Svend                          | 2011 | Udviklingsproducer, Producer | DK/Dokumentarfilm    |
| Armadillo                      | 2010 | Producer                     | DK/Dokumentarfilm    |
| Tankograd                      | 2010 | Producer                     | DK/Dokumentarfilm    |
| Pig country                    | 2010 | Producer                     | DK/Dokumentarfilm    |
| Kim                            | 2009 | Producer                     | DK/Dokumentarfilm    |
| Roskilde                       | 2008 | Produktion                   | DK/Dokumentarfilm    |
| Det arabiske initiativ         | 2008 | Producer                     | DK/Dokumentarfilm    |
| Fact - Arte - Fact             | 1991 | Medvirkende                  | DK/Eksperimentalfilm |